# Fabiula Nascimento

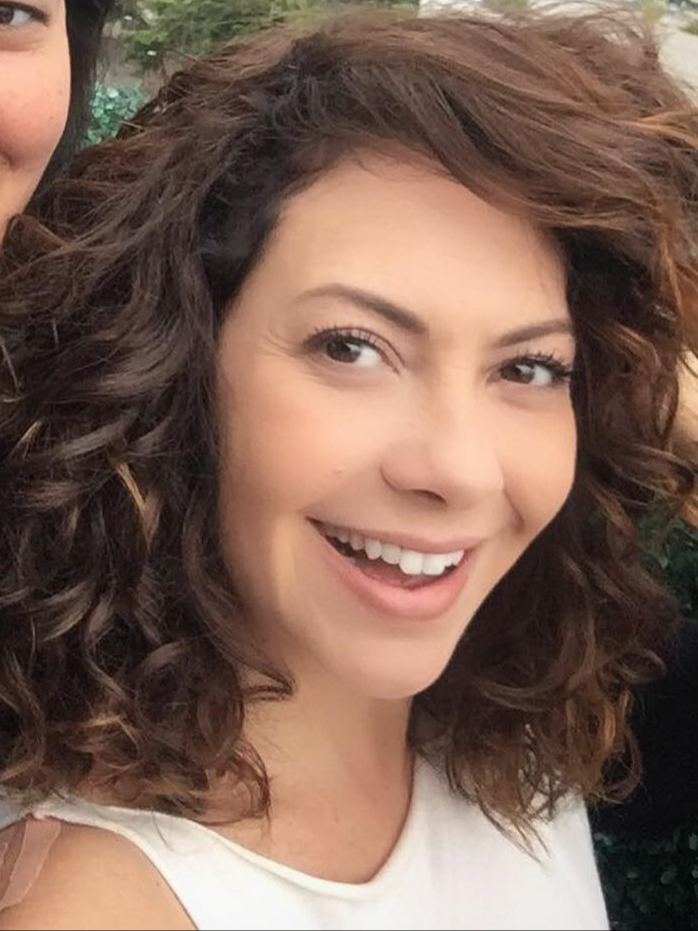
Fabiula Nascimento (2019)

Fabiula Nascimento (anhörenⓘ * 18. August 1978 in Curitiba, Paraná) ist eine brasilianische Schauspielerin.

## Leben
Fabiula wurde am 18. August 1978 in Curitiba, der Hauptstadt des Bundesstaates Paraná, geboren. Von 2001 bis 2011 war sie mit dem brasilianischen Schauspieler Alexandre Nero (* 1970) verheiratet.
1994 belegte sie einen Theaterkurs. Im Alter von 17 Jahren machte sie ihre ersten Schritte als Theaterdarstellerin. 2005 debütierte sie im Kurzfilm Sem Ana. Es folgten 2007 Nebenrollen in den Filmproduktionen Estômago – Eine gastronomische Geschichte und Brichos. In den nächsten Jahren übernahm sie mehrere Episodenrollen in verschiedenen Fernsehserien. Ihre erste größere Serienrolle hatte sie als Jaqueline von 2009 bis 2011 in 27 Episoden der Fernsehserie Força-Tarefa. 2011 spielte sie in den Filmen Bruna Surfergirl – Geschichte einer Sex-Bloggerin, Amor? und Cilada.com mit. 2012 war sie in 171 Episoden der Fernsehserie Avenida Brasil in der Rolle der Olenka zu sehen. Von 2014 bis 2015 spielte sie in 175 Episoden der Fernsehserie Boogie Oogie die Rolle der Cristina Silva. Sie verkörperte 2018 in 131 Episoden der Fernsehserie Segundo Sol die Rolle der Cacau Batista.

## Filmografie (Auswahl)
- 2005: Sem Ana (Kurzfilm)
- 2007: Estômago – Eine gastronomische Geschichte (Estômago)
- 2007: Brichos
- 2007–2008: Casos e Causos (Fernsehserie, 5 Episoden)
- 2008: Casos e Acasos (Fernsehserie, 2 Episoden)
- 2009: Maysa: Quando Fala o Coração (Mini-Serie, Episode 1x01)
- 2009: A Favorita (Fernsehserie, Episode 1x197)
- 2009: Corpos Celestes
- 2009–2011: Força-Tarefa (Fernsehserie, 27 Episoden)
- 2009–2013: A Grande Família (Fernsehserie, 3 Episoden, verschiedene Rollen)
- 2010–2013: Junto & Misturado (Fernsehserie, 16 Episoden)
- 2010: Não Se Pode Viver Sem Amor
- 2010: Reflexões de um Liquidificador
- 2010: A Guerra dos Vizinhos
- 2010: Por Toda Minha Vida (Fernsehserie, Episode 4x01)
- 2011: Bruna Surfergirl – Geschichte einer Sex-Bloggerin (Bruna Surfistinha)
- 2011: Amor?
- 2011: Tapas & Beijos (Fernsehserie, Episode 1x13)
- 2011: Cilada.com
- 2012: Brichos: A Floresta é Nossa
- 2012: Avenida Brasil (Fernsehserie, 171 Episoden)
- 2013: O Canto da Sereia (Mini-Serie, 4 Episoden)
- 2013: Estação Liberdade
- 2013: Dores de Amores
- 2013: O Lobo Atrás da Porta
- 2013: Joia Rara (Fernsehserie, 2 Episoden)
- 2014: S.O.S.: Mulheres ao Mar
- 2014: Paulo Coelho – Der Weg des Magiers (Não Pare na Pista: A Melhor História de Paulo Coelho)
- 2014–2015: Boogie Oogie (Fernsehserie, 175 Episoden)
- 2015: S.O.S.: Mulheres ao Mar 2
- 2015: Operações Especiais
- 2015: I Love Paraisópolis (Fernsehserie, 3 Episoden)
- 2016: Velho Chico (Fernsehserie, 24 Episoden)
- 2017: Segredos de Justiça (Fernsehserie, Episode 2x03)
- 2017: O Nome da Morte
- 2017: Cidade Proibida (Fernsehserie, Episode 1x10)
- 2018: Morto Não Fala
- 2018: Como é Cruel Viver Assim
- 2018: Segundo Sol (Fernsehserie, 131 Episoden)
- 2019: Bom Sucesso (Fernsehserie, 18 Episoden)
- 2019: Sessão de Terapia (Fernsehserie, 7 Episoden)
- 2019: Zodíaca (Fernsehserie, Episode 1x05)
- 2020: Amor e Sorte (Mini-Serie, Episode 1x03)
- 2020: Sob Pressão (Fernsehserie, Episode 3x16)
- 2020: Gilda, Lúcia e o Bode (Fernsehfilm)